# Xã Walden, Quận Pope, Minnesota
Xã Walden (tiếng Anh: Walden Township) là một xã thuộc quận Pope, tiểu bang Minnesota, Hoa Kỳ. Năm 2010, dân số của xã này là 169 người.